# Norman Douglas
George Norman Douglas (* 8. Dezember 1868 in Thüringen (Vorarlberg), Österreich; † 7. Februar 1952 auf Capri, Italien; Familienname bei Geburt Douglass) war ein schottischer Schriftsteller.
Bekannt wurde er 1917 vor allem mit seinem Roman „South Wind“.

## Leben
Sein Vater John Sholto Douglass (1845–1874) war Textilfabrikant schottischer Herkunft (Clan Douglas) und unter anderem ein begeisterter Jäger und Bergsteiger. Er verunglückte am 15. September 1874, als Norman noch keine sechs Jahre alt war. Seine Mutter Vanda (geb. Baronin von Pöllnitz) war eine schottisch-deutsche Adelige.

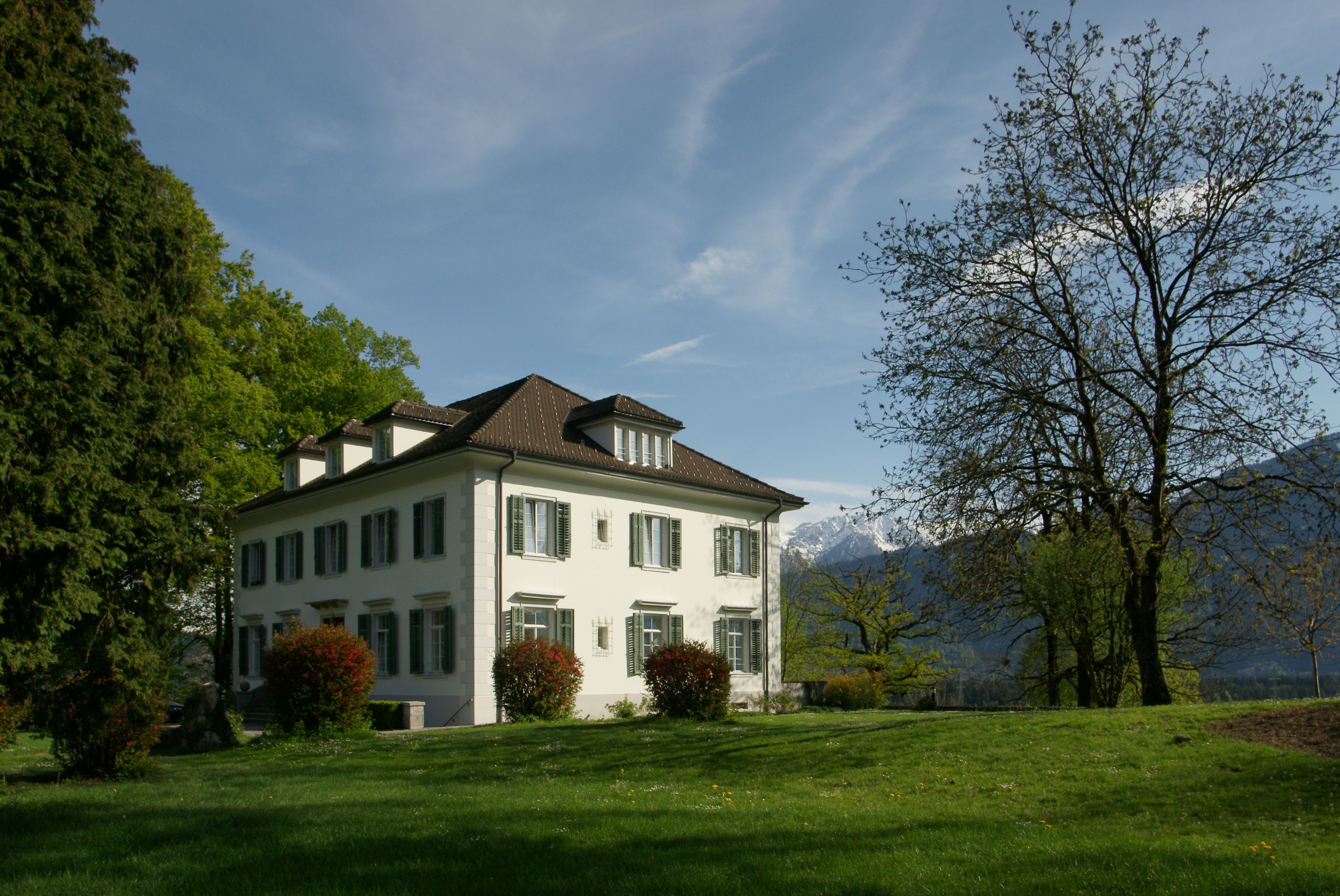
Villa Falkenhorst

Die ersten Jahre verbrachte Norman Douglas auf dem Familiensitz, der Villa Falkenhorst, in Thüringen (Vorarlberg). Er war ein Halbbruder der österreichischen Schriftstellerin und Heimatdichterin Grete Gulbransson, da seine Mutter 1879, fünf Jahre nach dem Tod des Vaters, den Bludenzer Maler Jakob Jehly heiratete, mit dem sie die Tochter Margarete hatte. Von 1877 bis 1883 ging Norman Douglas in England zur Schule (Yarlet Hall, Mowsley, Uppingham) und anschließend in Karlsruhe (1883–1889) aufs Gymnasium.
1893 bis 1901 arbeitete Norman Douglas für das britische Außenministerium und lebte in dieser Zeit auch in Sankt Petersburg (1894–1896). Seine erste veröffentlichte Arbeit war ein offizieller Bericht, The Pumice Stone Industry of the Lipari Islands (1895).
1897 kaufte er am Posillipo bei Neapel, Italien, eine Villa (Villa Maya). Er begann ein Verhältnis mit dem 15-jährigen Bruder seiner damaligen 16-jährigen Geliebten. 1898 heiratete er seine Cousine Elsa Fitzgibbon, mit der er zwei Söhne hatte. Mit Elsa gemeinsam veröffentlichte er 1901 unter dem Pseudonym „Normyx“ sein erstes Buch – Unprofessional Tales. Er trennte sich von Elsa und ließ sich 1904 von ihr scheiden. Das Sorgerecht über seine Söhne wurde ihm gerichtlich zugesprochen. 1904 ließ er sich auf Capri nieder (Villa Daphne) und bemühte sich um die Aufforstung der Insel. Er begann mit seiner intensiveren schriftstellerischen Tätigkeit (Siren Land, 1911, Fountains in the Sand, 1912) und stand in regem Kontakt mit Joseph Conrad.
Von 1912 bis 1914 arbeitete er für The English Review in London und traf dort den britischen Schriftsteller David Herbert Lawrence. In dessen Werk Aaron's Road stellt die Figur James Argyle Norman Douglas dar. Der Reisebericht Old Calabria (1915) (dt. Titel: Reisen in Süditalien) begründete seinen Ruf als Reiseschriftsteller. Als man ihm 1916 in London einen sexuellen Übergriff auf einen 16-jährigen Jungen vorwarf, floh er über Frankreich nach Italien. 1917 veröffentlichte er seinen ersten Roman South Wind (dt. Titel: Südwind), sein erfolgreichstes Buch.

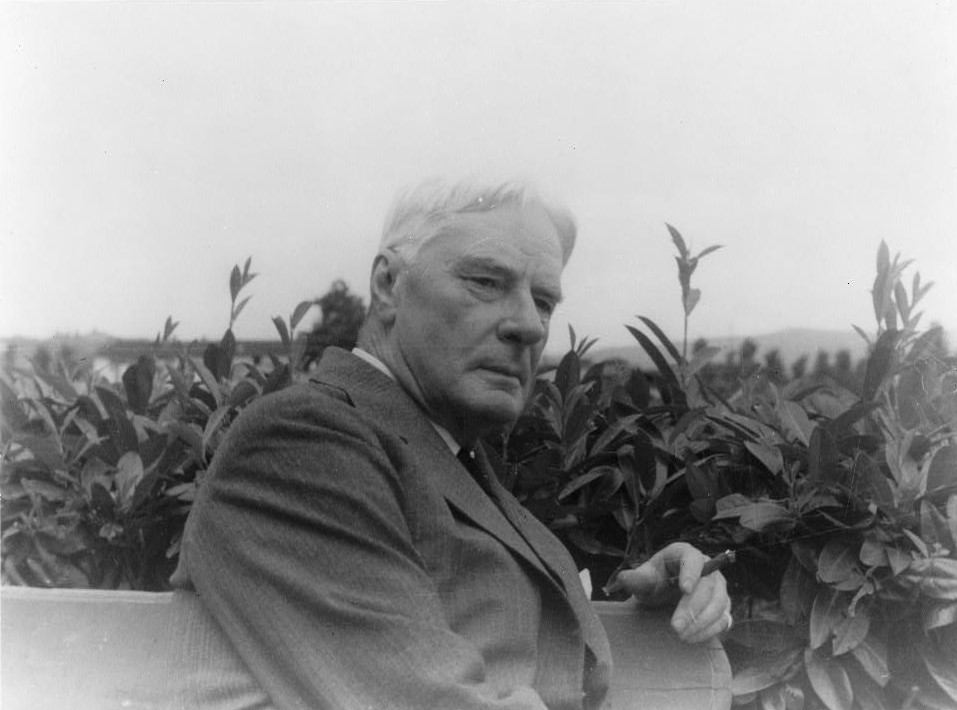
Norman Douglas in Florenz, 1935
Fotografie von Carl van Vechten, aus der Van Vechten Collection der Library of Congress

1922 bis 1937 ließ er sich in Florenz nieder, wo er seinen Freund und Verleger Pino Orioli (1884–1942) kennenlernte. Reisen nach Österreich, Frankreich, Griechenland, Tunesien, Libanon, Syrien, Ostafrika und Indien. Im Reisebericht Together (1923) wurde Douglas von „Mr. R.“ begleitet, dem 18-jährigen René Mari. In diesem Werk (dt. Titel: Wieder im Walgau) notierte Douglas Erinnerungen an seine Kindheit in Vorarlberg. 1933 erschien seine Autobiografie Looking back (dt. Titel: Rückblick – Reise in meine Vergangenheit).
Während des Zweiten Weltkriegs hielt er sich in Südfrankreich, Lissabon und London auf. Im Sommer 1946 kehrte er nach Capri zurück (Villa Tuoro) und wurde zum Ehrenbürger von Capri ernannt. Er starb in der Nacht vom 7. auf den 8. Februar 1952 und wurde auf dem Cimitero Acattolico begraben.
Bei der Beschreibung der Homosexualität war Norman Douglas in seinem Werk eher zurückhaltend.

## Werke
- The Forestal Conditions of Capri (1904)
- Three Monographs (1906),
- Some Antiquarian Notes (1907)
- Siren Land (1911) travel book
- Fountains In The Sand (1912)
- Old Calabria (1915) travel book
- London Street Games (1916)
- South Wind (1917) novel
- They Went (1920) novel
- Alone (1921) travel book
- Together (1923) travel book
- D.H. Lawrence and Maurice Magnus: A Plea for Better Manners (1924)
- Experiments (1925)
- In the Beginning (1927) novel
- Nerinda (1929)
- One Day (1929)
- Birds and Beasts of the Greek Anthology (1927)
- Some Limericks (1928)
- Paneros (1930). essay on aphrodisiacs
- Capri: Materials for a Description of the Island (1930)
- How About Europe? (1930)
- Three Of Them (1930)
- Looking Back (1933) autobiography
- An Almanac (1945)
- Late Harvest (1946) autobiography
- Venus in the Kitchen (1952) cookery, geschrieben unter dem Pseudonym „Pilaff Bey“
- Footnote on Capri (1952)